# Лі Ніна
Лі Ніна (кит.: 李妮娜, ; піньїнь: Lǐ Nīnà, 10 січня 1983) — китайська фристайлістка, що спеціалізується в лижній повітряній акробатиці, призерка Олімпійських ігор, триразова чемпіонка світу.
Лі виборола срібні медалі як на Туринській олімпіаді, так і у Ванкувері.